# جیغ ۳
جیغ ۳ (به انگلیسی: Scream 3) فیلمی ترسناک محصول سال ۲۰۰۰ به کارگردانی وس کریون و نویسندگی ایرن کروگر است. در این فیلم نو کمبل، دیوید آرکت، کورتنی کاکس، پاتریک دمپسی و جنی مک‌کارتی بازی کردند. این فیلم دنباله‌ای بر جیغ ۲ (۱۹۹۷) به‌شمار می‌رود، و سومین قسمت از مجموعه فیلم‌های جیغ است.

## خلاصه داستان
پس از حوادث ناگوار کالج ویندسور، سیدنی اکنون منزوی شده و به‌تنهایی در شمال کالیفرنیا زندگی می‌کند. او هنوز خاطرات گذشته را نتوانسته فراموش کند و همیشه کابوس‌هایی از مادر مرده‌اش می‌بیند.
او یک نام مستعار برای خود انتخاب کرده است، اما به‌زودی آرامش به پایان می‌رسد چون یک تماس تلفنی تهدیدآمیز ناشناس دریافت می‌کند. ناشناس به او اطلاع می‌دهد که جنایت‌های جدید در اطراف هالیوود و محل ساخت سومین قسمت از فیلم جنایت‌های وودسبز رخ داده تصمیم می‌گیرد که به آنجا برود. یک کارگاه پلیس لس آنجلس به محل آمده تا در مورد قتل‌ها تحقیق کند.
جیل نیز پس از آگاهی از موضوع به آنجا می‌رود و این سه نفر به هم ملحق می‌شود تا راز این جنایت‌ها و ارتباط آن‌ها با گذشتهٔ سیدنی را کشف کنند…